# Fußball-Europameisterschaft 1996/Gruppe B
Dieser Artikel umfasst die Spiele der Gruppe B der Fußball-Europameisterschaft 1996 mit allen statistischen Details:
| Pl. | Land       | Sp. | S | U | N | Tore    | Diff. | Punkte |
| --- | ---------- | --- | - | - | - | ------- | ----- | ------ |
| 1.  | Frankreich | 3   | 2 | 1 | 0 | 005:200 | +3    | 07     |
| 2.  | Spanien    | 3   | 1 | 2 | 0 | 004:300 | +1    | 05     |
| 3.  | Bulgarien  | 3   | 1 | 1 | 1 | 003:400 | −1    | 04     |
| 4.  | Rumänien   | 3   | 0 | 0 | 3 | 001:400 | −3    | 0      |

## Spanien – Bulgarien 1:1 (0:0)
| Spanien                                                   | Spanien | Bulgarien | Bulgarien | Aufstellung                         |
| --------------------------------------------------------- | --- | --- | --------- | ----------------------------------- |
| Spanien                                                   | \| 1. Spieltag Gruppenphase \| \| Sonntag, 9. Juni 1996 um 14:30 Uhr in Leeds (Elland Road) \| \| Zuschauer: 24.006 \| \| Schiedsrichter: Piero Ceccarini ( Italien) \|                                                                                           | \| 1. Spieltag Gruppenphase \| \| Sonntag, 9. Juni 1996 um 14:30 Uhr in Leeds (Elland Road) \| \| Zuschauer: 24.006 \| \| Schiedsrichter: Piero Ceccarini ( Italien) \| | Bulgarien | Aufstellung Spanien gegen Bulgarien |
| Spanien                                                   | Andoni Zubizarreta – Alberto Belsué, Rafael Alkorta, Abelardo, Sergi – Fernando Hierro, Guillermo Amor (73. Alfonso) – José Luis Caminero (82. Donato), Julen Guerrero (52. José Emilio Amavisca), Luis Enrique – Juan Antonio Pizzi Cheftrainer: Javier Clemente | Borislaw Michajlow – Petar Chubtschew – Radostin Kischischew, Trifon Iwanow, Ilijan Kirjakow (72. Zanko Zwetanow) – Emil Kostadinow (73. Iwajlo Jordanow), Slatko Jankow, Krassimir Balakow, Jordan Letschkow – Ljuboslaw Penew (78. Daniel Borimirow), Christo Stoitschkow Cheftrainer: Dimitar Penew | Bulgarien | Aufstellung Spanien gegen Bulgarien |
| Spanien                                                   | 1:1 Alfonso (74.) | 0:1 Stoitschkow (65., Foulelfm.) | Bulgarien | Aufstellung Spanien gegen Bulgarien |
| Spanien                                                   | Caminero, Sergi, Amor, Abelardo | Stoitschkow, Kischischew, Jankow | Bulgarien | Aufstellung Spanien gegen Bulgarien |
| Spanien                                                   | Pizzi (75.) | Chubtschew (72.) | Bulgarien | Aufstellung Spanien gegen Bulgarien |
| 1. Spieltag Gruppenphase                                  | | |           |                                     |
| Sonntag, 9. Juni 1996 um 14:30 Uhr in Leeds (Elland Road) | | |           |                                     |
| Zuschauer: 24.006                                         | | |           |                                     |
| Schiedsrichter: Piero Ceccarini ( Italien)                | | |           |                                     |

## Frankreich – Rumänien 1:0 (1:0)
| Frankreich                                                        | Frankreich | Rumänien | Rumänien | Aufstellung                           |
| ----------------------------------------------------------------- | --- | --- | -------- | ------------------------------------- |
| Frankreich                                                        | \| 1. Spieltag Gruppenphase \| \| Montag, 10. Juni 1996 um 19:30 Uhr in Newcastle (St. James’ Park) \| \| Zuschauer: 26.323 \| \| Schiedsrichter: Hellmut Krug ( Deutschland) \|                                                                                                 | \| 1. Spieltag Gruppenphase \| \| Montag, 10. Juni 1996 um 19:30 Uhr in Newcastle (St. James’ Park) \| \| Zuschauer: 26.323 \| \| Schiedsrichter: Hellmut Krug ( Deutschland) \| | Rumänien | Aufstellung Frankreich gegen Rumänien |
| Frankreich                                                        | Bernard Lama – Lilian Thuram, Marcel Desailly, Laurent Blanc, Éric Di Meco (69. Bixente Lizarazu) – Christian Karembeu, Didier Deschamps , Vincent Guérin – Zinédine Zidane (80. Alain Roche) – Christophe Dugarry (69. Patrice Loko), Youri Djorkaeff Cheftrainer: Aimé Jacquet | Bogdan Stelea – Miodrag Belodedici, Gheorghe Popescu, Gheorghe Mihali – Dan Petrescu (78. Iulian Filipescu), Ioan Lupescu, Dorinel Munteanu, Tibor Selymes – Gheorghe Hagi – Marius Lăcătuș (56. Adrian Ilie), Florin Răducioiu (46. Viorel Moldovan) Cheftrainer: Anghel Iordănescu | Rumänien | Aufstellung Frankreich gegen Rumänien |
| Frankreich                                                        | 1:0 Dugarry (25.) | | Rumänien | Aufstellung Frankreich gegen Rumänien |
| Frankreich                                                        | Di Meco | Mihali, Selymes, Ilie | Rumänien | Aufstellung Frankreich gegen Rumänien |
| 1. Spieltag Gruppenphase                                          | | |          |                                       |
| Montag, 10. Juni 1996 um 19:30 Uhr in Newcastle (St. James’ Park) | | |          |                                       |
| Zuschauer: 26.323                                                 | | |          |                                       |
| Schiedsrichter: Hellmut Krug ( Deutschland)                       | | |          |                                       |

## Bulgarien – Rumänien 1:0 (1:0)
| Bulgarien                                                             | Bulgarien | Rumänien | Rumänien | Aufstellung                          |
| --------------------------------------------------------------------- | --- | --- | -------- | ------------------------------------ |
| Bulgarien                                                             | \| 2. Spieltag Gruppenphase \| \| Donnerstag, 13. Juni 1996 um 19:30 Uhr in Newcastle (St. James’ Park) \| \| Zuschauer: 19.107 \| \| Schiedsrichter: Peter Mikkelsen ( Dänemark) \| | \| 2. Spieltag Gruppenphase \| \| Donnerstag, 13. Juni 1996 um 19:30 Uhr in Newcastle (St. James’ Park) \| \| Zuschauer: 19.107 \| \| Schiedsrichter: Peter Mikkelsen ( Dänemark) \|                                                                                               | Rumänien | Aufstellung Bulgarien gegen Rumänien |
| Bulgarien                                                             | Borislaw Michajlow – Radostin Kischischew, Trifon Iwanow, Zanko Zwetanow – Emil Kostadinow (32. Daniel Borimirow), Slatko Jankow, Iwajlo Jordanow, Jordan Letschkow (90. Bontscho Gentschew) – Krassimir Balakow – Ljuboslaw Penew (72. Nasko Sirakow), Christo Stoitschkow Cheftrainer: Dimitar Penew | Bogdan Stelea – Miodrag Belodedici, Gheorghe Popescu (78. Adrian Ilie), Daniel Prodan – Dan Petrescu, Ioan Lupescu (46. Constantin Gâlcă), Dorinel Munteanu, Tibor Selymes – Gheorghe Hagi – Marius Lăcătuș (29. Viorel Moldovan), Florin Răducioiu Cheftrainer: Anghel Iordănescu | Rumänien | Aufstellung Bulgarien gegen Rumänien |
| Bulgarien                                                             | 1:0 Stoitschkow (3.) | | Rumänien | Aufstellung Bulgarien gegen Rumänien |
| Bulgarien                                                             | Kischischew, Zwetanow | | Rumänien | Aufstellung Bulgarien gegen Rumänien |
| 2. Spieltag Gruppenphase                                              | | |          |                                      |
| Donnerstag, 13. Juni 1996 um 19:30 Uhr in Newcastle (St. James’ Park) | | |          |                                      |
| Zuschauer: 19.107                                                     | | |          |                                      |
| Schiedsrichter: Peter Mikkelsen ( Dänemark)                           | | |          |                                      |

## Frankreich – Spanien 1:1 (0:0)
| Frankreich                                                 | Frankreich | Spanien | Spanien | Aufstellung                          |
| ---------------------------------------------------------- | --- | --- | ------- | ------------------------------------ |
| Frankreich                                                 | \| 2. Spieltag Gruppenphase \| \| Samstag, 15. Juni 1996 um 18:00 Uhr in Leeds (Elland Road) \| \| Zuschauer: 35.626 \| \| Schiedsrichter: Wadsim Schuk ( Belarus) \| | \| 2. Spieltag Gruppenphase \| \| Samstag, 15. Juni 1996 um 18:00 Uhr in Leeds (Elland Road) \| \| Zuschauer: 35.626 \| \| Schiedsrichter: Wadsim Schuk ( Belarus) \|                                                                                 | Spanien | Aufstellung Frankreich gegen Spanien |
| Frankreich                                                 | Bernard Lama – Jocelyn Angloma (65. Alain Roche), Marcel Desailly, Laurent Blanc, Bixente Lizarazu – Christian Karembeu, Didier Deschamps , Vincent Guérin (81. Lilian Thuram) – Zinédine Zidane – Youri Djorkaeff, Patrice Loko (74. Christophe Dugarry) Cheftrainer: Aimé Jacquet | Andoni Zubizarreta – Jorge Otero (59. Kiko), Rafael Alkorta, Juanma López, Abelardo, Sergi – José Emilio Amavisca, José Luis Caminero, Fernando Hierro, Luis Enrique (55. Javier Manjarín) – Alfonso (82. Julio Salinas) Cheftrainer: Javier Clemente | Spanien | Aufstellung Frankreich gegen Spanien |
| Frankreich                                                 | 1:0 Djorkaeff (48.) | 1:1 Caminero (85.) | Spanien | Aufstellung Frankreich gegen Spanien |
| Frankreich                                                 | Blanc, Karembeu, Djorkaeff | Luis Enrique, Amavisca, Otero | Spanien | Aufstellung Frankreich gegen Spanien |
| 2. Spieltag Gruppenphase                                   | | |         |                                      |
| Samstag, 15. Juni 1996 um 18:00 Uhr in Leeds (Elland Road) | | |         |                                      |
| Zuschauer: 35.626                                          | | |         |                                      |
| Schiedsrichter: Wadsim Schuk ( Belarus)                    | | |         |                                      |

## Frankreich – Bulgarien 3:1 (1:0)
| Frankreich                                                                  | Frankreich | Bulgarien | Bulgarien | Aufstellung                            |
| --------------------------------------------------------------------------- | --- | --- | --------- | -------------------------------------- |
| Frankreich                                                                  | \| 3. Spieltag Gruppenphase \| \| Dienstag, 18. Juni 1996 um 16:30 Uhr in Newcastle (St. James’ Park) \| \| Zuschauer: 26.976 \| \| Schiedsrichter: Dermot Gallagher ( England) (ab 28. Paul Durkin ( England)) \|                                               | \| 3. Spieltag Gruppenphase \| \| Dienstag, 18. Juni 1996 um 16:30 Uhr in Newcastle (St. James’ Park) \| \| Zuschauer: 26.976 \| \| Schiedsrichter: Dermot Gallagher ( England) (ab 28. Paul Durkin ( England)) \|                                                        | Bulgarien | Aufstellung Frankreich gegen Bulgarien |
| Frankreich                                                                  | Bernard Lama – Lilian Thuram, Marcel Desailly, Laurent Blanc, Bixente Lizarazu – Christian Karembeu, Didier Deschamps , Vincent Guérin – Zinédine Zidane (62. Reynald Pedros) – Youri Djorkaeff, Christophe Dugarry (70. Patrice Loko) Cheftrainer: Aimé Jacquet | Borislaw Michajlow – Petar Chubtschew – Emil Kremenliew, Trifon Iwanow, Zanko Zwetanow – Iwajlo Jordanow, Slatko Jankow (79. Daniel Borimirow), Krassimir Balakow (82. Georgi Donkow), Jordan Letschkow – Ljuboslaw Penew, Christo Stoitschkow Cheftrainer: Dimitar Penew | Bulgarien | Aufstellung Frankreich gegen Bulgarien |
| Frankreich                                                                  | 1:0 Blanc (21.) 2:0 Penew (63. Eigentor) 3:1 Loko (90.) | 2:1 Stoitschkow (69.) | Bulgarien | Aufstellung Frankreich gegen Bulgarien |
| Frankreich                                                                  | Desailly, Dugarry | Iwanow, Kremenliew | Bulgarien | Aufstellung Frankreich gegen Bulgarien |
| 3. Spieltag Gruppenphase                                                    | | |           |                                        |
| Dienstag, 18. Juni 1996 um 16:30 Uhr in Newcastle (St. James’ Park)         | | |           |                                        |
| Zuschauer: 26.976                                                           | | |           |                                        |
| Schiedsrichter: Dermot Gallagher ( England) (ab 28. Paul Durkin ( England)) | | |           |                                        |

## Spanien – Rumänien 2:1 (1:1)
| Spanien                                                     | Spanien | Rumänien | Rumänien | Aufstellung                        |
| ----------------------------------------------------------- | --- | --- | -------- | ---------------------------------- |
| Spanien                                                     | \| 3. Spieltag Gruppenphase \| \| Dienstag, 18. Juni 1996 um 16:30 Uhr in Leeds (Elland Road) \| \| Zuschauer: 32.719 \| \| Schiedsrichter: Ahmet Çakar ( Türkei) \|                                                                                  | \| 3. Spieltag Gruppenphase \| \| Dienstag, 18. Juni 1996 um 16:30 Uhr in Leeds (Elland Road) \| \| Zuschauer: 32.719 \| \| Schiedsrichter: Ahmet Çakar ( Türkei) \|                                                                                                   | Rumänien | Aufstellung Spanien gegen Rumänien |
| Spanien                                                     | Andoni Zubizarreta – Juanma López, Abelardo (64. Amor), Rafael Alkorta, Sergi – Javier Manjarín, Miguel Ángel Nadal, Fernando Hierro, José Emilio Amavisca (72. Julen Guerrero) – Kiko, Juan Antonio Pizzi (57. Alfonso) Cheftrainer: Javier Clemente | Florin Prunea – Anton Doboș, Gheorghe Popescu, Daniel Prodan (85. Ioan Lupescu) – Dan Petrescu, Ovidiu Stîngă, Constantin Gâlcă, Tibor Selymes – Gheorghe Hagi – Florin Răducioiu (78. Ion Vlădoiu), Adrian Ilie (68. Dorinel Munteanu) Cheftrainer: Anghel Iordănescu | Rumänien | Aufstellung Spanien gegen Rumänien |
| Spanien                                                     | 1:0 Manjarín (11.) 2:1 Amor (84.) | 1:1 Răducioiu (29.) | Rumänien | Aufstellung Spanien gegen Rumänien |
| Spanien                                                     | Kiko, Nadal | Popescu, Hagi, Ilie, Gâlcă | Rumänien | Aufstellung Spanien gegen Rumänien |
| 3. Spieltag Gruppenphase                                    | | |          |                                    |
| Dienstag, 18. Juni 1996 um 16:30 Uhr in Leeds (Elland Road) | | |          |                                    |
| Zuschauer: 32.719                                           | | |          |                                    |
| Schiedsrichter: Ahmet Çakar ( Türkei)                       | | |          |                                    |